# Moisés Naím

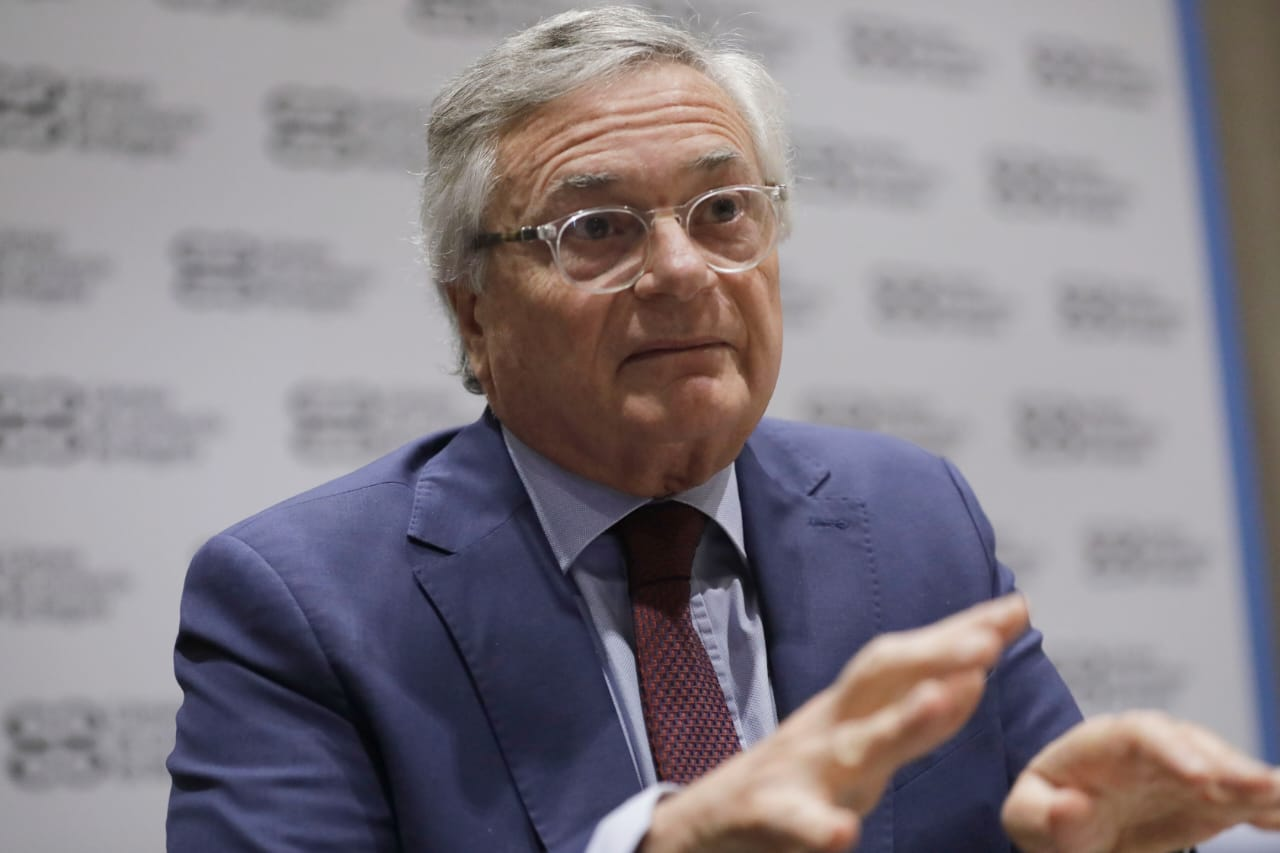
Moisés Naím als Moderator

Moisés Naím (* 5. Juli 1952 in Libyen) ist ein venezolanischer Journalist und Autor. Er ist ehemaliger Handels- und Industrieminister von Venezuela und war von 1992 bis 1994 Geschäftsführender Direktor der Weltbank.
Naím ist Distinguished Fellow der Carnegie Endowment for International Peace. 2013 listete das britische Magazin Prospect Naím als einen der bedeutendsten Denker der Welt. In den Jahren 2014 und 2015 wurde Naím vom Gottlieb Duttweiler Institute (GDI) für sein Buch „The End of Power“ unter die 100 einflussreichsten globalen Vordenker gereiht. „The End of Power“ wurde auch als erstes Buch ausgewählt, das die Mitglieder von Mark Zuckerbergs Buchclub 2015 lesen sollten.
Naím war 14 Jahre lang (1996–2010) Chefredakteur der Zeitschrift Foreign Policy. Seit 2012 leitet und moderiert er Efecto Naím, ein wöchentliches Bildungsfernsehprogramm über Wirtschaft und internationale Angelegenheiten, das in ganz Amerika auf NTN24 ausgestrahlt wird. Im Jahr 2011 bekam er den Ortega y Gasset-Preis für seinen wichtigen Beitrag zum Journalismus in spanischer Sprache.

## Bildung und Biografie
Naím wurde 1952 in Libyen geboren. Nach sechs Generationen wanderte 1956 seine jüdische Familie nach Venezuela aus. Er studierte in Caracas und am MIT in den USA. Er schloss mit dem PhD und einem Mastertitel ab. Nach seinem Studium war er Professor und Dekan am IESA, einer Wirtschaftsschule und Forschungszentrum in Caracas. Anfang der 1990er Jahre war er Handels- und Industrieminister von Venezuela. Von 1992 bis 1994 wurde er für das Amt des Geschäftsführenden Direktors der Weltbank bestellt. Er leitete Studien über ökonomische Reformen am Carnegie Endowment for International Peace. Im Jahr 2005 erlangte er mit seinem Buch Das Schwarzbuch des globalisierten Verbrechens eine etwas größere Bekanntheit.
Naím schreibt regelmäßig Kolumnen unter anderem für die Financial Times, El País, Newsweek, Corriere della Sera. Er einer von sechs Mitgliedern der Gruppe der internationalen Ökonomen des Time Magazines und Vorsitzender der Group of Fifty, einer Organisation der Geschäftsführer von Lateinamerikas größten Unternehmen.

## Journalistische Karriere
Moisés Naím ist der Chefkolumnist für internationale Themen bei El País, der meistgelesenen Zeitung in Spanien. Seine Kolumne „The Global Observer“ wird auch in Italien (La Repubblica), Frankreich (Slate.fr) und in den führenden Zeitungen Lateinamerikas veröffentlicht. Er war auch ein früherer mitwirkender Redakteur bei The Atlantic.
Unter anderem sind Naíms Arbeiten erschienen in: The New York Times, The Washington Post, Newsweek, Time, Le Monde, Berliner Zeitung und vielen anderen, was ihn zu einem der heute meistgelesenen Kolumnisten über internationale Wirtschaft und Geopolitik macht.
Im Jahr 1996 wurde Naím Chefredakteur der Zeitschrift „Foreign Policy“. Unter seiner Leitung erlebte das Magazin einen Relaunch und gewann dreimal den National Magazine Awards for General Excellence. In dieser Zeit wandelte sich das Magazin von einer akademischen Vierteljahreszeitschrift zu einem zweimonatlich erscheinenden Hochglanzmagazin.
Während seiner Amtszeit führte er die Änderung des Formats durch die Einführung von Fotografie und Kunst an, erhöhte die Erscheinungsfrequenz, führte Ausgaben in anderen Sprachen und die Website ForeignPolicy.com ein.
Im Jahr 2008 schloss Naím den Verkauf des Magazins an die Washington Post Gruppe erfolgreich ab, wobei er bis 2010 Chefredakteur geblieben ist.

## Efecto Naím
Efecto Naím ist eine wöchentliche Fernsehsendung, die eine einzigartige Vision der sich verändernden Welt bietet. Als Moderator und Redakteur präsentiert Naím kurze Berichte über globale Tendenzen und interviewt einflussreiche Persönlichkeiten aus Politik, Wissenschaft und Kultur. „Efecto Naím“ wird in ganz Lateinamerika jeden Sonntag über DirecTV NTN24 ausgestrahlt.

## Zugehörigkeiten
Naím ist der Gründer und Vorsitzende der Group of Fifty. Naím ist unter anderem Mitglied des Council on Foreign Relations, des Inter-American Dialogue und des World Economic Forum.

## Preise und Auszeichnungen
- Im Jahr 2017 ernannte ihn die Carnegie Endowment for International Peace zum Distinguished Fellow (nur drei Mitglieder der Institution haben diesen Rang).
- In den Jahren 2015, 2016 und 2017 zählte das Gottlieb Duttweiler Institute Naím erneut zu den Top 100 der einflussreichsten globalen Vordenker.
- Im Jahr 2014 zählte das Gottlieb Duttweiler Institute Naím zu den Top 100 einflussreichsten globalen Vordenkern für seine Arbeit in The End of Power.
- Im Jahr 2013 wurde Naím von der britischen Zeitschrift Prospect als einer der weltweit führenden Denker anerkannt.
- Im Jahr 2013 erhielt Naím die Ehrendoktorwürde (honoris causa) der American University.
- Im Jahr 2011 wurde Naím mit dem Ortega and Gasset Journalism Award ausgezeichnet, dem renommiertesten Preis für Journalismus in spanischer Sprache für Lebenswerk/Karriere.
- Unter seiner Leitung als Redakteur des Magazins für vierzehn Jahre (1996–2010), gewann Foreign Policy dreimal den National Magazine Award for General Excellence.
- Im Jahr 2003 ehrte die Republik Argentinien Naím mit dem Mai-Orden im Rang eines Kommandeurs, eine der höchsten Auszeichnungen, die das Land für Ausländer vergibt.
- 1991 ehrte Francesco Cossiga, der Präsident Italiens, Naim mit dem Nationalen Verdienstorden, mit dem Grad „Commendatore“.
- 1990 ehrte François Mitterrand, der Präsident Frankreichs, Naím mit dem Nationalen Verdienstorden im Rang eines Großoffiziers (29. Juni 1991).
- 1985 wurde Moisés Naím mit dem Orden Andres Bello der Republik Venezuela geehrt.

## Werke
Naím ist Autor oder Herausgeber von mehr als fünfzehn Büchern zu Themen der Geopolitik, internationalen Wirtschaft und wirtschaftlichen Entwicklung.
Naíms letztes Buch Dos Espías en Caracas („Zwei Spione in Caracas“) wurde im Spätherbst 2018 veröffentlicht; es ist ein Spionageroman, der mit einer Liebesgeschichte verwoben ist.
Im Jahr 2013 veröffentlichte er „Das Ende der Macht: From Boardrooms to Battlefields and Churches to States, Why Being in Charge Isn't What It Used To Be“ (2013). Darin argumentiert er, dass Macht aufgrund der demografischen Explosion, der zunehmenden geografischen Mobilität und der Verschiebung kultureller Normen „leichter zu erlangen, schwieriger zu nutzen und leichter zu verlieren“ ist. Sowohl die Financial Times als auch die Washington Post nannten es eines der besten Bücher des Jahres 2013 und es wurde breit rezensiert. Im Jahr 2015 wurde es von Facebook-CEO Mark Zuckerberg als Eröffnungsbuch für seinen Buchclub ausgewählt, als Teil seines öffentlichen Vorsatzes, im Jahr 2015 alle zwei Wochen ein neues Buch zu lesen.
Im Jahr 2005 wurde sein Buch „How Smugglers, Traffickers, and Copycats are Hijacking the Global Economy“ von der Washington Post als eines der besten Sachbücher des Jahres ausgewählt; es wurde in 14 Sprachen übersetzt und ist die Grundlage für einen Dokumentarfilm, der im Jahr 2010 von National Geographic Film and Television produziert wurde.
Seine Werke:
- La revancha de los poderosos: Como los autocratas estan reinventando la politica en el siglo XXI. Debate, Barcelona 2022, ISBN 978-1-64473-574-9.
- Naím, Moisés (2018). Dos Espías en Caracas. ISBN 978-84-666-6551-3. External link in |title= (help)
- Naím, Moisés (2016). Rethinking the world: 111 surprises of the XXI century. ISBN 978-84-9992-647-6.
- Naím, Moisés (2013). The End of Power: From Boardrooms to Battlefields and Churches to States, Why Being In Charge Isn't What It Used to Be. ISBN 978-0-465-06568-4.
- ——; Danna, Serena (2011). Prodotto interno mafia. [Einaudi, Torino]. ISBN 978-88-06-20798-4.
- Naím, Moisés (2006). Das Schwarzbuch des globalisierten Verbrechens – Drogen, Waffen, Menschenhandel, Geldwäsche, Markenpiraterie. Piper Verlag GmbH, München Oktober 2005, ISBN 3-492-04790-4, (Originaltitel: Illicit, übersetzt von Thomas Pfeiffer, Helmut Dierlamm).
- ——; Smith, Gordon (2000). Altered States: Globalization, Sovereignty, and Governance. IDRC Books. ISBN 978-0-88936-917-7.
- ——; Tulchin, Joseph (1999). Competition Policy, Deregulation and Modernization in Latin America. Lynne Rienner Publishers. ISBN 1-55587-818-0.
- ——; Edwards, Sebastian (1998). Mexico 1994: Anatomy of an Emerging-Market Crash. Carnegie Endowment for International Peace. ISBN 0-87003-154-6.
- ——; Goodman, Louis W.; Forman, Johanna Mendelson; Tulchin, Joseph S. & Bland, Gary (1995). Lessons of the Venezuelan Experience. Woodrow Wilson Center Press. ISBN 978-0-943875-66-8.
- Naím, Moisés (1993). Paper Tigers and Minotaurs: The Politics of Venezuela's Economic Reforms. Carnegie Endowment for International Peace. ISBN 978-0-87003-026-0.
- ——; Piñango, Ramón (1993). El caso Venezuela: una ilusión de armonia. Instituto de Estudios Superiores de Administracion.
- Naím, Moisés (1989). Las empresas venezolanas: su gerencia. Instituto de Estudios Superiores de Administracion.
- Naím, Moisés (1982). Multinacionales: La Economía Política de las Inversiones Extranjeras. Instituto de Estudios Superiores de Administracion.
- ——; Francés, A.; Tello, M. T. (1981). Competencia y Regulación: Alternativas para la Economía Venezolana. Instituto de Estudios Superiores de Administracion.
- ——; Gil, J. A.; Romero, A. (1980). Introducción al Análisis de las Políticas en Venezuela. Caracas CONICIT.